# Quetzalia schiedeana
Quetzalia schiedeana là một loài thực vật có hoa trong họ Dây gối. Loài này được (Loes.) Lundell miêu tả khoa học đầu tiên năm 1970.